# Grupo Legrand
A Legrand é um grupo multinacional de origem francesa, especializado na fabricação e comercialização de materiais elétricos e hidráulicos. No Brasil a empresa atua com controle sob o nome de várias marcas adquiridas nos últimos anos.

## História
Em 1860 a família Legrand fabricava a porcelana de Limoges na cidade de Limoges (uma cidade no centro oeste da França) na região de Limousin, então foi gradativamente se diversificando e produzindo equipamentos elétricos. Nesta época a porcelana era o melhor isolante conhecido antes do surgimento do plástico.
A nova Legrand nasceu após um incêndio na fábrica, os novos proprietários, as famílias Verspieren e Decorter decidiram se concentrar unicamente em equipamentos elétricos, em particular disjuntores, interruptores, transformadores, e toda a gama de equipamentos elétricos  residenciais, terciários, e industriais.

## Legrand no mundo
Desde então, a Legrand se tornou uma multinacional realizando mais de cento e vinte aquisições de empresas menores em redor do mundo, especializando-se no ramo de equipamentos elétricos com mais de 130.000 produtos, com indústrias em 70 países e vendas em 180 desde 2006.
Atualmente conta com mais de 100 subsidiárias, dentre as quais BTicino e Zucchini (italianas), Ortronics (estadunidense) e as francesas Groupe Arnould, Cablofil e Sarlam.

### No Brasil
Fundada em 1948, a empresa brasileira Pial tornou-se nas décadas seguintes uma das principais no ramo de interruptores e tomadas. Em 1977 foi adquirida pelo Grupo Legrand, passando a atuar com o nome Pial Legrand. Além da Pial, a Legrand detém ainda o controle sobre as marcas Lorenzetti e Cemar. Sua última aquisição no mercado brasileiro foi em abril de 2011 com a compra da empresa SMS Tecnologia Eletrônica, fabricante de estabilizadores, nobreaks de grande e pequeno porte, automação residencial e filtros de linhas.